# Otto het Kind
Otto het Kind (1204 – Lüneburg, 9 juni 1252), was de eerste hertog van Brunswijk en Lüneburg 1235-1252. Zijn bijnaam dankt hij vermoedelijk aan het gegeven dat hij minderjarig was toen hij de bezittingen van zijn vader erfde, of om hem te onderscheiden van zijn oom keizer Otto IV.
Hij was het enige kind van Willem van Lüneburg (1184-1213) (zoon van Hendrik de Leeuw) en zijn echtgenote Helena, dochter van koning Waldemar I van Denemarken. Omdat zijn oom Hendrik V van Brunswijk geen mannelijke erfgenamen had, erfde hij in 1223 ook diens familiegoederen in Saksen en Beieren. De bezittingen van Otto waren daarmee nog een stuk kleiner dan die van zijn grootvader, Hendrik de Leeuw, maar toch meende keizer Frederik II te moeten ingrijpen. Hij kocht de claim op de erfenis van de dochters van Hendrik V en stuurde een leger naar Braunschweig. De stad en de lokale adel hadden Otto al gehuldigd als heer en het keizerlijke leger moest zich zonder succes terugtrekken. Om zijn veiligheid in de toekomst te waarborgen sloot Otto een bondgenootschap met zijn oom Waldemar II van Denemarken. Otto kreeg van Waldemar het graafschap Garding en vocht aan Deense zijde in de veldslagen van Mölln (1225) en de Slag bij Bornhöved (1227). De laatste slag werd door de Denen verloren en Otto werd gevangengenomen en opgesloten in Rostock (stad).
Frederik maakte van deze situatie gebruik door de hertog van Beieren met een leger naar Braunschweig te sturen om de stad te veroveren. De stad weigerde echter zich over te geven en toen er een gerucht was dat een Deens leger in aantocht was, besloot het keizerlijk leger zich terug te trekken. In 1228 overleed de graaf van Schwerin en op zijn sterfbed gaf hij opdracht om Otto vrij te laten. Otto betaalde ook nog een losgeld aan de hertog van Saksen en keerde terug naar Braunschweig. Hij bevestigde de stadsrechten en gaf de stad daar nieuwe rechten bij, en koning Waldemar gaf de stad tolvrijheid in Denemarken. Ook in 1228 trouwde Otto met Mechtildis van Brandenburg (ca. 1210 - 12 juni 1261), dochter van Albrecht II van Brandenburg en Mathilde van Lensberg.
In 1235 sloot Otto een overeenkomst met Frederik. Otto erkende Frederik als heer en droeg al zijn familiebezit aan hem over. Frederik gaf Otto deze goederen weer in leen. Omdat Otto's familie altijd de titel van hertog had bezeten, werd voor Otto (uit zijn eigen goederen) het hertogdom Brunswijk-Lüneburg gecreëerd. In 1252 besloot Otto om de tegenkoning Willem II van Holland te steunen en liet zijn dochter Elisabeth met Willem trouwen. Otto overleed onverwacht datzelfde jaar, onderweg naar een rijksdag van Willem. Otto is begraven in de kathedraal van Braunschweig.
Otto en Mechtildis kregen de volgende kinderen:
- Mathilde, in 1245 gehuwd met graaf Hendrik II van Anhalt (1215-1266), nadien abdis in Gernrode
- Helena (-1273), in 1239 gehuwd met landgraaf Herman II van Thüringen (-1241) en met Albrecht I van Saksen (-1261)
- Elisabeth, gehuwd met Willem II van Holland
- Otto (-1247)
- Albrecht (1236-1279)
- Otto (-1279), bisschop van Hildesheim
- Johan (-1277)
- Koenraad (-1300), bisschop van Verden
- Adelheid (1244-1274), die in 1263 huwde met landgraaf Hendrik I van Hessen (1244-1308)
- Agnes, die huwde met vorst Wizlaw II van Rügen -1302).

## Voorouders
| Voorouders van Otto het Kind (1204-1252) | Voorouders van Otto het Kind (1204-1252)                            | Voorouders van Otto het Kind (1204-1252)                            | Voorouders van Otto het Kind (1204-1252)                                 | Voorouders van Otto het Kind (1204-1252)                                 | Voorouders van Otto het Kind (1204-1252)                             | Voorouders van Otto het Kind (1204-1252)                             | Voorouders van Otto het Kind (1204-1252)                             | Voorouders van Otto het Kind (1204-1252)                             |
| ---------------------------------------- | ------------------------------------------------------------------- | ------------------------------------------------------------------- | ------------------------------------------------------------------------ | ------------------------------------------------------------------------ | -------------------------------------------------------------------- | -------------------------------------------------------------------- | -------------------------------------------------------------------- | -------------------------------------------------------------------- |
| Overgrootouders                          | Hendrik de Trotse (1108-1139) ∞ Gertrude van Saksen (1115-1143)     | Hendrik de Trotse (1108-1139) ∞ Gertrude van Saksen (1115-1143)     | Hendrik II van Engeland (1133-1189) ∞ Eleonora van Aquitanië (1122-1204) | Hendrik II van Engeland (1133-1189) ∞ Eleonora van Aquitanië (1122-1204) | Knoet Lavard (1096-1131) ∞ Ingeborg van Kiev (-na 1131)              | Knoet Lavard (1096-1131) ∞ Ingeborg van Kiev (-na 1131)              | Volodar Gļebovič (~1115-na 1186) ∞ Rikissa van Polen (1116-1156)     | Volodar Gļebovič (~1115-na 1186) ∞ Rikissa van Polen (1116-1156)     |
| Grootouders                              | Hendrik de Leeuw (1129/30-1195) ∞ Mathilde Plantagenet (1156-1189)  | Hendrik de Leeuw (1129/30-1195) ∞ Mathilde Plantagenet (1156-1189)  | Hendrik de Leeuw (1129/30-1195) ∞ Mathilde Plantagenet (1156-1189)       | Hendrik de Leeuw (1129/30-1195) ∞ Mathilde Plantagenet (1156-1189)       | Waldemar I van Denemarken (1131-1182) ∞ Sophia van Minsk (1141-1198) | Waldemar I van Denemarken (1131-1182) ∞ Sophia van Minsk (1141-1198) | Waldemar I van Denemarken (1131-1182) ∞ Sophia van Minsk (1141-1198) | Waldemar I van Denemarken (1131-1182) ∞ Sophia van Minsk (1141-1198) |
| Ouders                                   | Willem van Lüneburg (1184-1213) ∞ Helena van Denemarken (1180-1233) | Willem van Lüneburg (1184-1213) ∞ Helena van Denemarken (1180-1233) | Willem van Lüneburg (1184-1213) ∞ Helena van Denemarken (1180-1233)      | Willem van Lüneburg (1184-1213) ∞ Helena van Denemarken (1180-1233)      | Willem van Lüneburg (1184-1213) ∞ Helena van Denemarken (1180-1233)  | Willem van Lüneburg (1184-1213) ∞ Helena van Denemarken (1180-1233)  | Willem van Lüneburg (1184-1213) ∞ Helena van Denemarken (1180-1233)  | Willem van Lüneburg (1184-1213) ∞ Helena van Denemarken (1180-1233)  |